# Кудряшов Петро Єгорович
Петро Єгорович Кудряшов (рос. Пётр Егорович Кудряшов; 13 вересня 1910, Свориж — 28 січня 1976, Черниші) — повний кавалер ордена Слави, в роки радянсько-німецької війни сапер 478-го окремого саперного батальйону (336-я стрілецька дивізія, 60-та армія, 1-й Український фронт), старшина.

## Біографія
Народився 13 вересня 1910 року в селі Свориж (нині Дедовицького району Псковської області) в родині робітника. Росіянин. Закінчив 3 класи. Працював у колгоспі. У Червоній Армії з 1932 по 1935 рік і з серпня 1942 року.
У боях радянсько-німецької війни з серпня 1942 року. 6 грудня 1943 року єфрейтор Кудряшов біля села Чайківки Радомишльського району Житомирської області встановив кілька десятків протитанкових та протипіхотних мін, перегороджуючи шляхи наступу піхоті і танкам противника. 26 грудня 1943 року біля села Федорівка Малинського району Житомирської області, діючи попереду бойових порядків піхоти, розміновував дороги і мости. У період з 26 грудня 1943 року по 2 січня 1944 року зняв і знешкодив понад 100 протитанкових та протипіхотних мін. 14 січня 1944 року нагороджений орденом Слави 3 ступеня.
Командир розвідувального відділення того ж саперного батальйону старший сержант Кудряшов 13 серпня 1944 року на підступах до населеного пункту Жохув (за 6 км південно-схід від міста Мелець, Польща) під вогнем противника виявив брід через річку, подолав її, раптово напав на ворожого вартового, який охороняв бліндаж, і захопив його в полон. 17 серпня 1944 року добув цінні відомості про розташування вогневих точок противника і доставив їх командуванню. 18 вересня 1944 року нагороджений орденом Слави 2 ступеня.
28 січня 1945 року біля населеного пункту Вігорцелле (Польща) з групою розвідників Кудряшов відбивав атаки ворога, який прорвався в бойові порядки дивізії. При цьому було знищено 13 і його взяли в полон 14 гітлерівців. 27 червня 1945 року нагороджений орденом Слави 1 ступеня.
У 1945 році старшина Кудряшов демобілізований. Жив у селі Черниші Канівського району Черкаської області Працював у колгоспі. Помер 28 січня 1976 року.